# Tây Makedonía
Tây Makedonía (tiếng Hy Lạp: Δυτική Μακεδονία, đã Latinh hoá: Ditikí Makedonía, phát âm tiếng Hy Lạp: [ðitiˈki makeðoˈnia]) là một trong 13 vùng của Hy Lạp, bao gồm phần phía tây của Makedonía. Vùng được chia thành các đơn vị thuộc vùng Florina, Grevena, Kastoria, và Kozani.
Vùng Tây Makedonía nằm ở tây bắc Hy Lạp, giáp với các vùng Trung Macedonia (đông), Thessaly (nam), Epirus (tây), và ở phía bắc là Cộng hòa Bắc Macedonia (vùng Bitola) và Albania (quận Korçë).
Mặc dù có diện tích 9.451 km2 (3.649 dặm vuông Anh) (7,2% tổng diện tích đất nước), vùng chỉ có 302.892 cư dân (2,9% tổng dân số cả nước). Điều này là do vùng có địa hình núi non với 82% diện tích là đồi núi hoặc bán đồi núi. Điều này cũng phản ánh trong phân bổ dân cư, phần lớn dân cư (56%) sống tại vùng nông thôn. Thủ phủ của vùng là Kozani có 47.451 cư dân. Các đô thị quan trọng khác là Ptolemaida (32.775), Grevena (16.704), Florina (14.318) và Kastoria (13.959).